# Szklarka Mielęcka
Szklarka Mielęcka – wieś w Polsce położona w województwie wielkopolskim, w powiecie kępińskim, w gminie Kępno. Leży przy drodze Kępno-Mielęcin, ok. 3 km na północny zachód od Kępna. Liczy ok. 0,4 tys. mieszkańców.
W latach 1975–1998 miejscowość administracyjnie należała do województwa kaliskiego.